# Kyle Mack
Kyle Mack (ur. 6 lipca 1997) – amerykański snowboardzista, specjalizujący się w konkurencjach big air i slopestyle. Wicemistrz olimpijski w konkurencji big air; dwukrotny medalista mistrzostw świata.

## Kariera
Po raz pierwszy na arenie międzynarodowej pojawił się 7 stycznia 2006 roku w Copper Mountain, gdzie w zawodach Nor-Am Cup zajął 38. miejsce w halfpipe'ie. Nigdy nie startował na mistrzostwach świata juniorów. W Pucharze Świata zadebiutował 26 sierpnia 2012 roku w Cardronie, zajmując 22. miejsce w half-pipe'ie. Tym samym już w swoim debiucie zdobył pierwsze pucharowe punkty. Na podium zawodów pucharowych po raz pierwszy stanął 4 lutego 2017 roku w Mammoth Mountain, kończąc na trzeciej pozycji. W zawodach tych rozdzielił dwóch innych reprezentantów USA: Redmonda Gerarda i Dylana Thomasa. Najlepsze wyniki osiągnął w sezonie 2016/2017, kiedy zajął 36. miejsce w klasyfikacji generalnej AFU.
Pierwszy sukces w karierze osiągnął w 2015 roku, kiedy na mistrzostwach świata w Kreischbergu zdobył brązowy medal w slopestyle'u. Wyprzedzili go tylko jego rodak Ryan Stassel i Roope Tonteri z Finlandii. Trzy dni później na tej samej imprezie wywalczył także brązowy medal w konkurencji Big Air, plasując się za Tonterim i Kanadyjczykiem Darcym Sharpe'em. Mack dokonał tego, mimo iż nigdy wcześniej nie stanął na podium międzynarodowych zawodów tej rangi. W 2018 roku wystartował na igrzyskach olimpijskich w Pjongczangu wywalczył srebrny medal w big air, rozdzielając na podium Kanadyjczyka Sebastiena Toutanta i Billy'ego Morgana z Wielkiej Brytanii.

## Osiągnięcia

### Igrzyska olimpijskie
| Miejsce | Dzień     | Rok  | Miejscowość | Konkurencja | Zwycięzca         |
| ------- | --------- | ---- | ----------- | ----------- | ----------------- |
| 23.     | 11 lutego | 2018 | Pjongczang  | Slopestyle  | Redmond Gerard    |
| 2.      | 24 lutego | 2018 | Pjongczang  | Big air     | Sebastien Toutant |

### Mistrzostwa świata
| Miejsce | Dzień       | Rok  | Miejscowość | Konkurencja | Zwycięzca     |
| ------- | ----------- | ---- | ----------- | ----------- | ------------- |
| 3.      | 21 stycznia | 2015 | Kreischberg | Slopestyle  | Ryan Stassel  |
| 3.      | 24 stycznia | 2015 | Kreischberg | Big Air     | Roope Tonteri |

### Puchar Świata(AFU)

#### Miejsca w klasyfikacji generalnej
- sezon 2012/2013: 73.
- sezon 2013/2014: 125.
- sezon 2015/2016: 95.
- sezon 2016/2017: 36.
- sezon 2017/2018: 44.

#### Miejsca na podium chronologicznie
1. Mammoth Mountain – 4 lutego 2017 (slopestyle) - 2. miejsce
2. Mediolan – 11 listopada 2017 (big air) - 3. miejsce